# Белоруска съветска социалистическа република
Белоруската съветска социалистическа република (официално название: Социалистическа Съветска Република Белорусия) е една от съюзните републики на СССР. Тя е една от 4-те страни основателки на СССР през 1922 година. Просъществува от 1 януари 1922 година до 8 декември 1991.
Белоруската ССР е образувана през 1919 година. На 19 септември 1991 е преименувана като Република Беларус, след което остава в състава на СССР още 3 месеца.